# Nelson Oliveira
Nelson Filipe Santos Simões Oliveira (Anadia, 6 de março de 1989) é um ciclista português que compete pela equipa Movistar.
Estreia como profissional com a equipa Xacobeo-Galicia no ano de 2010 depois de ter conseguido resultado muito bons em categorias inferiores, como o segundo posto nos Campeonatos do Mundo de Contrarrelógio Sub-23 de 2009.
Em 2011 alinha pela Team RadioShack e depois com a fusão da equipa Leopard Trek surgindo a RadioShack-Leopard, Oliveira passou a ser parte da nova equipa onde esteve até à temporada de 2013. Durante 2014 e 2015 integrou a equipa Lampre-Merida, onde foi colega de equipa de Rui Costa
Integra desde 2016 a equipa Movistar.
Nelson Oliveira conquistou a 13.ª etapa da Vuelta de 2015, atacando a 29km do fim, de uma fuga de 24 ciclistas, para nunca mais ser apanhado.
No Tour de France 2016, alcança o 3.º lugar na 13.ª etapa (CRI), ficando a 1 minuto e 31 segundos do primeiro classificado (Tom Dumolin) e a 28 segundos do segundo classificado (Chris Froome).

## Palmarés
2004
2.º nos Campeonatos Nacionais de Estrada Cadete1
1.º  nos Campeonatos Nacionais de Contra-Relógio Cadete
2005
3.º  nos Campeonatos Nacionais de Estrada Cadete
1.º  nos Campeonatos Nacionais de Contra-Relógio Cadete
2006
1.º  nos Campeonatos Nacionais de Contra-Relógio Júnior
2007
2.º  nos Campeonatos Nacionais de Contra-Relógio Júnior
2008
1.º  nos Campeonatos Nacionais de Contra-Relógio Sub-23
2009
1.º  nos Campeonatos Nacionais de Contra-Relógio Sub-23
2.º  nos Campeonatos do Mundo de Contra-Relógio Sub-23
2010
1.º  nos Campeonatos Nacionais de Contra-Relógio Sub-23
2.º no 4.º Grande Prémio Portugal/Troféu Cidade da Guarda
2.º  nos Campeonatos Europeus de Estrada Sub-23
3.º  nos Campeonatos Europeus de Contra-Relógio Sub-23
2011
1.º nos Campeonatos Nacionais de Contra-Relógio Elite
2014
1.º  nos Campeonatos Nacionais de Contra-Relógio Elite.
1.º  nos Campeonatos Nacionais de Linha Elite.
2015
1.º  nos Campeonatos Nacionais de Contra-Relógio Elite
1.º da etapa 13 da Vuelta a España

## Equipas
- Xacobeo-Galicia (2010)
- Team RadioShack (2011)
- RadioShack-Nissan (2012–2013)
  - RadioShack-Nissan (2012)
  - RadioShack-Leopard (2013)
- Lampre-Merida (2014–2015)
- Movistar (desde 2016)